# Anneleen Cooreman
Anneleen Cooreman (29 mei 1957) is een Vlaamse actrice en verwierf haar grootste bekendheid aan haar rol "Martine" in Het Park op VRT. Verder acteert Cooreman ook geregeld in theaterstukken.

## Biografie
Cooreman studeerde van 1977 tot 1979 drama en voordracht aan de Koninklijk Conservatorium Antwerpen. In 1980 kon Cooreman als zeer jonge actrice aan de slag bij het Raamtheater waar ze actief was tot 2008. Een faillissement dreigde voor het Raamtheater en vaarde een andere koers onder de naam BAFF en Cooreman werd bedankt voor bewezen diensten. Later werd het terug omgedoopt tot Raamtheater met als artistieke directeur Steven De Lelie, oprichter van Theater aan de Stroom. Het reddingsplan werd niet ondersteund door de subsidiecommissie en de eventuele terugkeer naar het Raamtheater viel voor Cooreman ook in het water.
Haar debuut op het tv-scherm kwam er in 1991 met Niet voor publikatie bij de BRTN. Cooreman is hedendaags nog steeds aan de slag als freelance actrice.

## Filmografie

### Theater
- 1986: Pak'em Stanzi
- 1987: Verhalen uit het Weense woud
- 1989: Containers

### Televisie
- 1991: Niet voor publikatie
- 1991: De grijze man (Film: als Greet)
- 1991: Afscheid
- 1992: Commissaris Roos (als Vera)
- 1992: F.C. De Kampioenen (als Juffrouw Marleen)
- 1993-1995: Het park (Martien, Martine, Martiern)
- 1998: Hof van Assisen
- 2001: Flikken (als Lorette)
- 2003: Les triplettes de Belleville (Ingesproken met haar stem)
- 2003: Spoed (als Magda)
- 2004: Rupel (Als Greta Dewael)
- 2004-2007: Thuis op VRT (Mieke, Marleen Van Rooy, )
- 2004-2008: Witse op VRT (Politiereeks: als Juliette Maes, Josée Vandesande, Sonja)
- 2008-2009: Familie op VTM (soap: als Lien Pollet)
- 2016-2018: De Kotmadam op VTM (Tv-serie: Simonneke, Schepen)